# سیارک ۱۲۶۹
سیارک ۱۲۶۹ (به انگلیسی: 1269 Rollandia، نامگذاری:1930SH) هزار و دویست و شصت و نهمین سیارک کشف شده‌است که در ۲۰ سپتامبر ۱۹۳۰ و در رصدخانه سایمیز کشف شد.
قدر مطلق سیارک برابر ۸٫۸۲ است.